# Цона ди Продуционе Винкелау (Болцано)
Цона ди Продуционе Винкелау је насеље у Италији у округу Болцано, региону Трентино-Јужни Тирол.
Према процени из 2011. у насељу је живело 12 становника. Насеље се налази на надморској висини од 256 м.